# Wilfried Koch
Wilfried Koch (24. ledna 1929 Duisburg – 9. srpna 2022) byl německý historik architektury, malíř, grafik, sochař, flétnista, učitel. Od roku 1971 žil ve městě Rietberg–Varensell.

## Vzdělání
Prvotní umělecké vzdělání získal Koch v oboru portrét na Staatliche Hochschule für Bildende Künste – Städelschule, která byla takto pojmenována v roce 1942, a byla oddělena od Städelschen Kunstinstitut Frankfurt – Städelova muzea, které bývá uváděno jako místo tohoto Kochova vzdělání. Následně složil státní zkoušku na učitele základní školy. Po tříletém působení na základní škole v jižním Bádensku pokračoval ve studiu na učitele odborných škol a zároveň studoval volnou malbu u Williho Baumeistera na dnešní Staatliche Akademie der Bildenden Künste Stuttgart. Poté studoval grafický design na Graphische Fachhochschule Stuttgart a dějiny umění na univerzitách ve Freiburgu a ve Stuttgartu.
V roce 1962 se vrátil do Severního Porýní–Vestfálska a založil v Güterslohu odbornou grafickou školu, kterou vedl až do roku 1985.

## Historik architektury a autor odborných knih
Wilfried Koch dosáhl mezinárodního uznání jako historik umění a architektury.